# Lin Yi-Chun
Lin Yi-Chun (en chino: 林怡君, Taoyuan, 5 de julio de 1981) es una deportista taiwanesa que compite en tiro, en la modalidad de tiro al plato.
Ganó tres medallas en el Campeonato Mundial de Tiro entre los años 2001 y 2023.
Participó en cuatro Juegos Olímpicos de Verano, entre los años 2000 y 2016, ocupando el cuarto lugar en Sídney 2000 y el séptimo en Atenas 2004, en la prueba de doble foso.

## Palmarés internacional
| Campeonato Mundial | Campeonato Mundial | Campeonato Mundial | Campeonato Mundial |
| Año                | Lugar              | Medalla            | Prueba             |
| ------------------ | ------------------ | ------------------ | ------------------ |
| 2001               | El Cairo (Egipto)  | Medalla de plata   | Doble foso         |
| 2002               | Lahti (Finlandia)  | Medalla de oro     | Doble foso         |
| 2023               | Bakú (Azerbaiyán)  | Medalla de oro     | Foso               |